# Javorníkbergen
Javorníkbergen (tjeckiska och slovakiska: Javorníky) är en bergskedja på gränsen mellan Tjeckien och Slovakien.